# Perry (Arkansas)
Perry – miasto w Stanach Zjednoczonych, w stanie Arkansas, w hrabstwie Perry.